# Rhynchostegiella brunelii
Rhynchostegiella brunelii là một loài rêu trong họ Brachytheciaceae. Loài này được Tixier mô tả khoa học đầu tiên năm 1989.